# Фалькенберг, Луиса
Луиса Фалькенберг (швед. Sara Louise Antoinette Falkenberg af Trystorp, 15 февраля 1849 — 16 мая 1934) — шведская дворянка, филантроп и меценат.

## Биография
Луиса родилась в Гётеборге в 1849 году. Её отцом были известный политик и меценат Оскар Экман и дворянка Луиса Каролина фон Дюбен. В 1869 году она вышла замуж за Юхана Акселя Казимира Лёвена, а в 1876 году овдовела. Детей в этом браке не было. В 1883 году она снова вышла замуж за Клааса Августа Фалькенберга аф Трюсторп, родила рано умершую дочь, а в 1893 году снова стала вдовой.
Луиса Фалькенберг была известна своей социальной работой. В Шедеви она основала школу, во Флене — приют для неизлечимо больных детей, в 1918 году отправляла пожертвования в Финляндию, охваченную гражданской войной. Она в течение 30 лет возглавляла Больницу кронпринцессы Ловисы (Kronprinsessan Lovisas vårdanstalt) — детскую больницу, основанную в 1854 году в Стокгольме при активном участии кронпринцессы Луизы. После Первой мировой войны она принимала приёмных детей из воевавших стран, особенно из Германии и Австрии. Луиса поддерживала образовательные и общественные организации, в частности, клуб для мальчиков Сесилии Милов, сообщество Handarbetets vänner («Друзья рукоделия») Софи Адлерспарре, Svenska Sällskapet för Nykterhet och Folkuppfostran («Шведское общество трезвости и народного образования») и др. За свою деятельность в 1924 году она была награждена медалью Иллис кворум и почётным знаком Красного Креста Австрии.
Луиса скончалась в Стокгольме 1934 году. Она завещала крупные суммы для больниц и домов престарелых: больнице кронпринцессы Ловисы, частной больнице Sophiahemmet, ассоциации по борьбе с раком (Cancerföreningen i Stockholm) и др.